# Мещерский, Семён Фёдорович
Князь Семён Фёдорович Мещерский  (1 (11) февраля 1668 — 8 (19) декабря 1732, Санкт-Петербург) — русский военачальник, генерал-лейтенант, участник Северной войны. Губернатор Архангелогородской губернии.

## Биография
Родился 1 (11) февраля 1668 года. Происходил из княжеского рода Мещерских. Отец его, Фёдор Иванович (ум. после 1694), служил при дворе Московских государей. Старший брат ― кн. Н. Ф. Мещерский, участник Северной войны. Командир Новгородского, Псковского и Белгородского драгунских полков, Севского пехотного полка.
Службу начал жильцом. В апреле—августе 1697 года участвовал в походе боярина А. С. Шеина под Азов, 14 мая был завоеводчиком в Большом полку. В 1700 году в результате смотра, проведенного генералом Вейде, из жильцов произведен в поручики Владимирского пехотного полка. В составе дивизии А. А. Вейде принял участие в битве при Нарве: «был в шанцах и на баталии».
Во время Северной войны, находился в действующей армии, исполнял ответственные поручения и принимал участие во всех крупных кампаниях. Летом 1701 года в составе вспомогательного корпуса князя А. И. Репнина совершил поход под Ригу; в сентябре участвовал в сражении у Ряпиной мызы. Во время зимней и летней кампаний 1702 года в Лифляндии под началом генерал-фельдмаршала Б. П. Шереметева принимал участие в сражениях с шведскими войсками генерала Шлиппенбаха. В 1703 году по рассмотрению генерал-фельдмаршала Б. П. Шереметева произведен в капитаны Владимирского драгунского полка, которым командовал его старший брат князь Петр Мещерский, и в том же году повышен до майора. В 1704 году участвовал в осаде и взятии Дерпта: «по очереди в шанцах и на вылазках был». В 1705 году в составе «легкого корпуса» генерал-фельдмаршала Б. П. Шереметева участвовал в сражении с шведскими войсками генерала Левенгаупта при Мур-мызе и был ранен в ногу.
В 1706 году участвовал в битве при Калише. В 1707 году по рассмотрению генерала князя А. Д. Меншикова пожалован в подполковники Московского драгунского полка, а из Московского переведен подполковником же обратно во Владимирский драгунский полк. Участвовал в сражении при Лесной, где получил ранение в руку. 10 января 1709 года Высочайшим указом произведен в полковники и назначен в Новотроицкий драгунский полк. В том же году с генералом Ренцелем послан был под Опошню на шведские укрепления. Командуя отрядом из двух полков участвовал в сражении у Красного Кута. Принимал участие в Полтавской битве, после которой был послан с генерал-майором князем Г. С. Волконским в погоню за Карлом XII. Под Очаковом участвовал в столкновении с объединенными силами шведов и запорожцев.
Принимал участие во взятии Риги (июль 1710) и Пернова (август 1710); из под Риги был послан с командой в Аренсбург (сентябрь 1710); участвовал во взятии Ревеля (октябрь 1710). В 1712 году в составе войск под командованием генерал-лейтенанта Р. Х. Боура направлен в Померанию под Гарцы. Из-под Гарца командирован с драгунами и казаками под Штеттин, держал около Штеттина караулы с мая по сентябрь, участвуя в вылазках и небольших стычках. Принимал участие в походе от Штеттина в Мекленбург и Голштинию, в сражении при Фридрихштадте (февраль 1713) и преследовании генерала Штенбока до Теннинга (май 1713). Из-под Теннинга с командой послан под Висмар, а из-под Висмара возвратился под Штеттин и принял участие в осаде и взятии города (сентябрь 1713).
Из-под Штеттина с полком был отведен в Малороссию, откуда с генерал-майором П. И. Яковлевым направлен в Польшу. Участвовал в походе из Польши в Мекленбург, десанте к Копенгагену, стоянке на острове Вен, возвращении с транспортом к Ростоку, а оттуда в Польшу и обратно в Малороссию (1718).
В 1724 году, при учреждении роты кавалергардов, был назначен в нее прапорщиком, и вместе с бригадиром Леонтьевым стоял во время коронования императрицы Екатерины I на средней ступени трона.
1 января 1726 года Высочайшим указом был из полковников в связи с отменой в армии чина бригадира произведен в генерал-майоры с назначением бригадирского содержания. В том же году служил главнокомандующим в Нижегородской губернии. Глава Канцелярии ревизии Нижегородской губернии (1726—19.02.1727). В 1727 году назначен начальником дивизии в составе Украинской армии генерал-фельдмаршала князя М. М. Голицына, проводил ревизию Царицынской линии укреплений и временно командовал Царицынским корпусом. В феврале 1729 года подал прошение об отставке. 26 марта того же года был отстранен от военной службы и назначен губернатором Архангелогородской губернии. 16 мая 1729 года произведен в генерал-лейтенанты. 9 февраля 1732 года отрешен от должности губернатора. Со 2 мая по 16 октября 1732 года — глава Счетной комиссии Кригс-комиссариата. 28 июля 1732 отдан под суд в связи с делом гардемарина Кикина.
Скончался 8 (19) декабря 1732 года. По личному указанию императрицы Анны похоронен на Лазаревском кладбище Александро-Невской лавры.

## Награды
Награжден двумя портретами:
- За баталию с Шлиппенбахом. Будучи поручиком, награжден портретом, «каковые давались полковникам».
- За Калишскую баталию.

Награжден золотой медалью в ознаменование коронации Екатерины I.

## Адреса и владения
В 1719 году за ним числятся поместья и вотчины в Каширском, Коломенском, Владимирском, Переславле-Рязанском, Чернском и Ряжском уездах. Крестьянских дворов по переписной книге 1715 года в Каширском уезде в деревне Башине с деревнями двадцать четыре двора, в Владимирском уезде в сельце Бычкове с деревнями тридцать два двора, в Переславле-Рязанском уезде в деревне Зайцевой с деревнями восемь дворов, в Коломенском уезде в селе Верзилове и в деревне Колычеве тринадцать дворов.

## Семья
Князь Семен Федорович Мещерский был женат на Ксении Михайловне Леонтьевой (ум. 1742), дочери стольника Михаила Ивановича Леонтьева (ум. ок. 1700) и Ирины Ивановны Раевской. Их дети:
- Софья (13.09.1707—7.04.1777, Москва) — замужем с 6 февраля 1725 года за генерал-поручиком князем Семёном Фёдоровичем Волконским (10.05.1703—4.05.1768)[13].
- Григорий (15.01.1711—3.09.1762) — полковник (1742), генерал-поручик (1760). Вступил в наследство после матери в 1742 году. По велению Правительствующего Сената проводил ревизию в крепости Св. Елизаветы. Там заболел и скончался. Был женат на княжне Анне Ивановне Долгоруковой (1721—12.12.1773), дочери князя Ивана Ивановича Долгорукого (4.12.1680—19.01.1737) (внука боярина князя Дмитрия Долгорукого) и Аграфены Лукиничны Ляпуновой (23.06.1680—16.01.1737). У них было 2 дочери:

1. Прасковья (27.10.1739—29.11.1766) — замужем за генерал-поручиком Павлом Матвеевичем Ржевским (1.01.1734—24.11.1793).
2. Анна (15.07.1743 — ?) — замужем за генерал-поручиком князем Фёдором Фёдоровичем Щербатовым (21.03.1731—31.08.1791).

- Петр (ум. 1749)[14] — подпоручик Луцкого драгунского полка, чернский помещик. Был женат на Ирине Григорьевне Желтухиной (?— ум. после 1770), дочери стольника Григория Яковлевича Желтухина и Аграфены Дмитриевны N. У них дочь:

1. Елизавета (1742—18.04.1779) — замужем за действительным тайным советником Андреем Андреевичем Нартовым (1736—2.04.1813)[15].

- Мария — замужем за Николаем Алексеевичем Щепотьевым (1715—1776), отставным поручиком лейб-гвардии Преображенского полка. Их дочь, Мария Николаевна Щепотьева (1739—1798), была женой полковника князя Николая Васильевича Хованского (1733—1777) (у них сыновья Сергей, Александр и Николай Хованские)